# 宮地昌幸
宮地 昌幸（みやじ まさゆき、1976年2月1日 - ）は、日本のアニメ監督、演出家、小説家。神奈川県鎌倉市生まれ。スタジオジブリ出身。著作に小説『新訳 亡念のザムド』『さよならアリアドネ』がある。

## 人物
スタジオジブリ在籍中に宮崎駿監督に才能を見込まれ、25歳で『千と千尋の神隠し』の監督助手に抜擢される。ジブリで経験を重ねた後、独立。富野由悠季監督の『OVERMANキングゲイナー』の演出や『エウレカセブン』の絵コンテ・演出などを経て、テレビアニメ『亡念のザムド』や映画『伏 鉄砲娘の捕物帳』の監督を務めた。
趣味はアングラ映画と音楽の鑑賞。

## 経歴
アニメーションに興味を持ち、日本大学藝術学部映画学科中退後、スタジオジブリの講習会「東小金井村塾」で学ぶ。
1999年、スタジオジブリに入社。同期はアニメーターの奥村正志。2001年公開の『千と千尋の神隠し』で高橋敦史とともに宮崎駿の監督助手を務めたあと、独立。
2008年、PlayStation Network独占配信のWebアニメ『亡念のザムド』で初監督を務める。
2012年公開の映画『伏 鉄砲娘の捕物帳』で劇場作品を初監督。同年、乃木坂46の7thシングル「バレッタ」収録の井上小百合のクリエイターコラボ個人PVを監督。
2014年、ニコニコ生放送の番組「WOWOWぷらすと」のオープニングを監督。
2015年、初の書き下ろし小説「さよならアリアドネ」を発表。
2022年公開の映画『鹿の王 ユナと約束の旅』を安藤雅司と共同で監督。

## 作品リスト

### テレビアニメ
2002年
- 激闘!クラッシュギアTURBO（絵コンテ）
- OVERMANキングゲイナー（2002年 - 2003年、絵コンテ・演出・演出助手）

2003年
- スクラップド・プリンセス（絵コンテ・演出）
- 犬夜叉（絵コンテ）

2004年
- 名探偵コナン（絵コンテ）
- 絢爛舞踏祭 ザ・マーズ・デイブレイク（絵コンテ・演出）

2005年
- 交響詩篇エウレカセブン（2005年 - 2006年、絵コンテ・演出・12話から26話までの監督補佐）

2006年
- 獣王星（絵コンテ）
- BLOOD+（絵コンテ）
- 天保異聞 妖奇士（2006年 - 2007年、絵コンテ・演出・OP2絵コンテ・演出）

2009年
- とある科学の超電磁砲（2009年 - 2010年、絵コンテ）

2010年
- バトルスピリッツ 少年激覇ダン（絵コンテ）
- さらい屋 五葉（絵コンテ）
- 裏切りは僕の名前を知っている（絵コンテ）
- 世紀末オカルト学院（絵コンテ）
- とある魔術の禁書目録II（2010年 - 2011年、絵コンテ）

2011年
- デッドマン・ワンダーランド（絵コンテ）

2013年
- 進撃の巨人（絵コンテ）

2014年
- スペース☆ダンディ（絵コンテ・演出）
- サムライフラメンコ（絵コンテ）
- ハイキュー!!（絵コンテ）
- ソードアート・オンラインII（絵コンテ）

2015年
- ガンダム Gのレコンギスタ（絵コンテ）
- ローリング☆ガールズ（絵コンテ）
- 終わりのセラフ（絵コンテ）

2016年
- デュラララ!!×2 結（絵コンテ）
- ハイキュー!! セカンドシーズン（絵コンテ）
- 甲鉄城のカバネリ（絵コンテ）
- 七つの大罪 聖戦の予兆（OP絵コンテ・演出）

2017年
- 進撃の巨人 Season2（絵コンテ）

2018年
- 進撃の巨人 Season3（2018年 - 2019年、絵コンテ）

2019年
- 星合の空（絵コンテ）

2020年
- 進撃の巨人 The Final Season（絵コンテ）

2021年
- Dr.STONE STONE WARS（絵コンテ）
- Vivy -Fluorite Eye's Song-（絵コンテ）
- RE-MAIN（絵コンテ）

2022年
- 王様ランキング（絵コンテ）

2023年
- ゴールデンカムイ（絵コンテ）
- め組の大吾 救国のオレンジ（絵コンテ）

### 劇場アニメ
- ホーホケキョ となりの山田くん（1998年、制作進行）
- 千と千尋の神隠し（2001年、監督助手）
- めいとこねこバス（2002年、監督助手）
- 鉄拳 ブラッド・ベンジェンス（2011年、絵コンテ）
- 伏 鉄砲娘の捕物帳（2012年、監督）
- 劇場版ポケットモンスター みんなの物語（2018年、絵コンテ）[注 5]
- 鹿の王 ユナと約束の旅（2021年、監督）[注 6]

### Webアニメ
- 幕末機関説 いろはにほへと（2006年、絵コンテ）
- 亡念のザムド（2008年 - 2009年、監督）
- 攻殻機動隊 SAC_2045（2020年、絵コンテ）[注 5]
- ムーンライズ（2025年、絵コンテ）

### その他
- よせてはかえし 乃木坂46シングル特典映像（ミュージック・ビデオ、2013年、監督）
- ニコニコ生放送「WOWOWぷらすと」（番組オープニング、2014年、監督）

## 著作

### 小説
- 「新訳 亡念のザムド」上下巻（ソニーマガジンズ、2010年12月1日）
- 「さよならアリアドネ」（ハヤカワ文庫JA、2015年10月21日）
- 「さよならアリアドネ -時空興信所から来た女」（復刊ドットコム、2021年8月20日）[注 7]